# Hipergamia
A hipergamia é um termo usado em sociologia para o ato ou prática de uma pessoa de uma determinada condição social de se casar com outra de casta, classe social ou atributos superiores.
Historicamente enraizada em algumas estruturas sociais e econômicas, a hipergamia pode ser observada em algumas culturas como na Índia, pela religião hindu, em casamentos onde brâmanes e não-brâmanes procuravam se relacionar entre si.

## Sociedade
O reconhecimento acadêmico da hipergamia, especificamente sob esse termo ou conceito, ganhou destaque nos séculos XIX e XX, à medida que os sociólogos, antropólogos e outros cientistas sociais começaram a estudar padrões de casamento, estrutura familiar e dinâmicas de gênero em diferentes culturas. Estes estudos destacaram como as normas culturais e as estruturas econômicas influenciam as escolhas individuais de emparelhamento e as práticas matrimoniais.
Um estudo utilizando a população feminina em relação a casamentos hipergâmicos evidencia que as implicações da hipergamia antes criticadas (como a indisponibilidade de uma mulher cumprir papéis de gênero na maternidade por estar inserida em posições socioeconômicas mais altas) estão provando-se falsas com o passar do tempo. Em segundo lugar, também conclui que as implicações da hipergamia dentro do contexto do casamento é um fenômeno que aponta para segmentos da população com baixa educação formal. 
Hipergamia implica que os casais se combinam de modo que, em média, o homem tenha um potencial de ganho maior do que a mulher, mesmo que as distribuições marginais de potenciais de ganho sejam exatamente iguais para homens e mulheres.